# Countrywide Classic 2000 - Qualificazioni doppio
Le qualificazioni del doppio  del Countrywide Classic 2000 sono state un torneo di tennis preliminare per accedere alla fase finale della manifestazione. I vincitori dell'ultimo turno sono entrati di diritto nel tabellone principale. In caso di ritiro di uno o più giocatori aventi diritto a questi sono subentrati i lucky loser, ossia i giocatori che hanno perso nell'ultimo turno ma che avevano una classifica più alta rispetto agli altri partecipanti che avevano comunque perso nel turno finale.
Le qualificazioni del doppio del torneo Countrywide Classic 2000 prevedevano 4 coppie partecipanti di cui una è entrata nel tabellone principale.

## Teste di serie
1. Mark Keil /  Jeff Williams (Qualificati)

1. Mark Draper /  Scott Draper (ultimo turno)

## Qualificati
1. Mark Keil  /   Jeff Williams

## Tabellone

### Legenda
| - Q = Qualificato - WC = Wild card - LL = Lucky loser | - ALT = Alternate - SE = Special Exempt - PR = Protected Ranking | - w/o = Walkover - r = Ritirato - d = Squalificato |

|  | Primo turno | Primo turno                  | Primo turno                  | Primo turno | Primo turno |  |  | Ultimo turno | Ultimo turno             | Ultimo turno | Ultimo turno | Ultimo turno |  |
|  |             |                              |                              |             |             |  |  |              |                          |              |              |              |  |
|  | 1           | Mark Keil Jeff Williams      | 6                            | 65          | 7           |  |  |              |                          |              |              |              |  |
|  |             | Lionel Roux Cyril Saulnier   | 4                            | 7           | 65          |  |  | 1            | Mark Keil Jeff Williams  | 3            | 6            | 6            |  |
|  | 2           | Mark Draper Scott Draper     | Mark Draper Scott Draper     | 7           | 6           |  |  | 2            | Mark Draper Scott Draper | 6            | 3            | 4            |  |
|  |             | Maxime Boye Jean-Noel Grinda | Maxime Boye Jean-Noel Grinda | 6           | 3           |  |  |              |                          |              |              |              |  |